# Grüntal (Hemer)
Grüntal, teilweise auch Grünthal, ist als Teil der ehemals selbstständigen Gemeinde Sundwig seit den preußischen Gebietsreformen 1929 ein Ortsteil der Gemeinde, seit 1936 der Stadt Hemer in Nordrhein-Westfalen.
Grüntal liegt im Norden des Stephanopeler Tals zwischen den Ortschaften Wenhagen und Dieken im Norden und Sundwigerbach im Süden. Die Siedlung liegt entlang der K 32 und am Sundwiger Bach, der auf seinem weiteren Weg durch Sundwig, Hemer und Becke fließt und als Oese in Menden in die Hönne mündet. 
1829 siedelte sich an dieser Stelle im Tal die von Hch. von der Becke gegründete Papiermühle Grüntal an. Diese war bis zu einem Brand im Jahr 1850 in Betrieb. Danach wurden die Gebäude als Schrauben- und Drahtfabrik genutzt. Zeitweise erfolgte auch eine Nutzung als Drahtzieherei.
Grüntal ist heute eine reine Wohnsiedlung ohne wirtschaftliche Einrichtungen. Die Siedlung liegt innerhalb eines Waldgebiets, das durch den Orkan „Kyrill“ zerstört wurde.